# Anillopsidius
Anillopsidius is een geslacht van kevers uit de familie van de loopkevers (Carabidae). De wetenschappelijke naam van het geslacht is voor het eerst geldig gepubliceerd in 1969 door Coiffait.

## Soorten
Het geslacht Anillopsidius is monotypisch en omvat slechts de volgende soort:
- Anillopsidius atlasicus Coiffait, 1969